# Giuseppina Finzi-Magrini
Giusppina Finzi-Magrini (Torí, 1878 - Desio, 1944) fou una soprano italiana.
Giuseppina Finzi-Magrini va iniciar la seva carrera operística el 1896 amb el paper d’Oscar a Lucia di Lammermoor. Destacava pel seu estil refinat i per la seva gran contenció interpretativa.
En retirar-se dels escenaris, es va dedicar a la docència del cant, formant diversos alumnes, entre ells el baríton danès Frantz Rabinowitz (1918-1948).
El 1943, per escapar de la persecució, va adoptar una identitat falsa. L’any següent, la deportació d’un nebot seu a un camp de concentració li va provocar un atac de cor que la va deixar paralitzada i sense veu. Sis setmanes després, va morir a Desio a conseqüència de les ferides sofertes en un bombardeig aliat.

## Enregistraments
- Rigoletto: Deh non parlare (amb Tito Ruffo).[4]